# Baumpark Thedinghausen

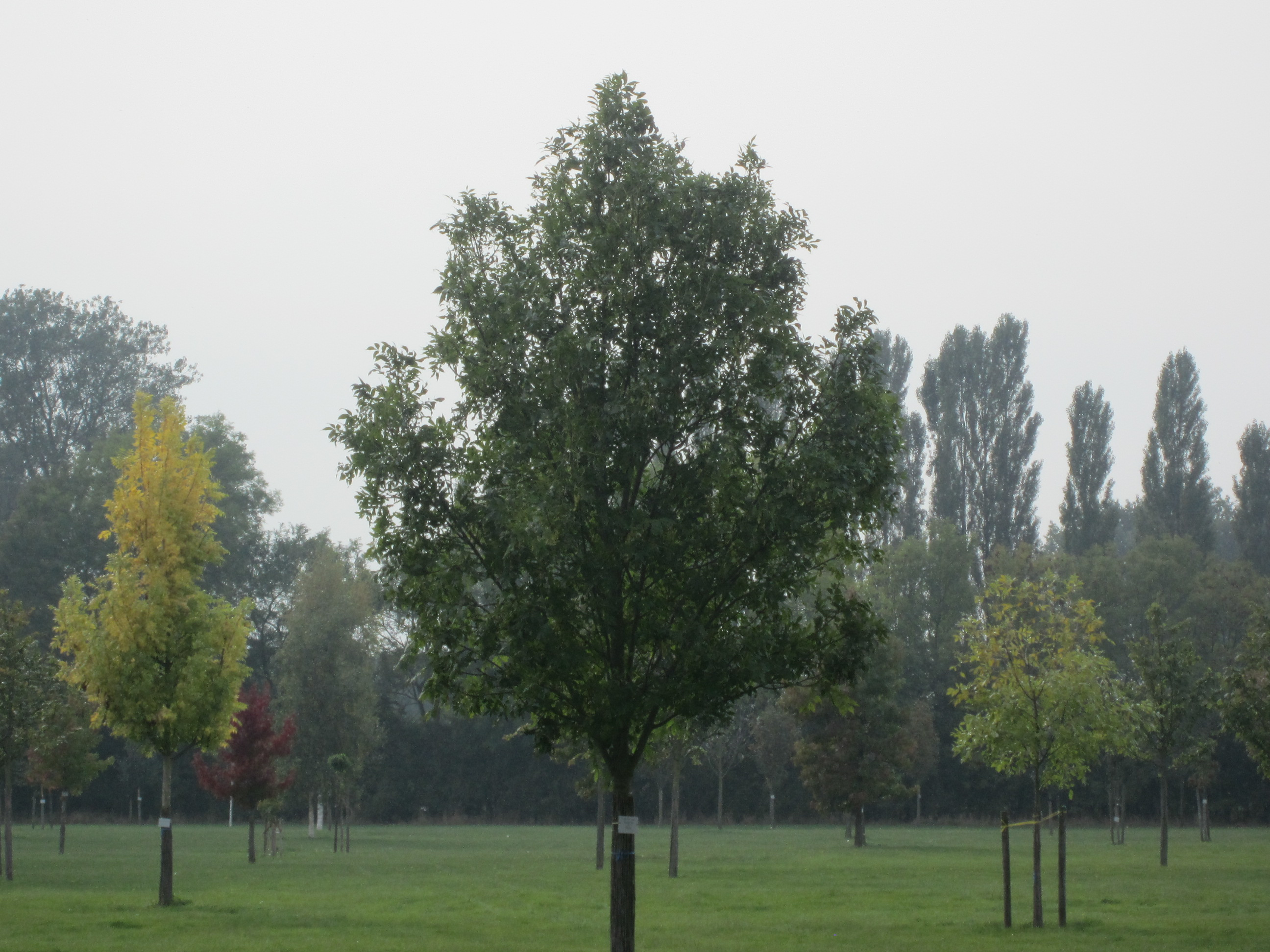
Baumpark Thedinghausen im Frühherbst

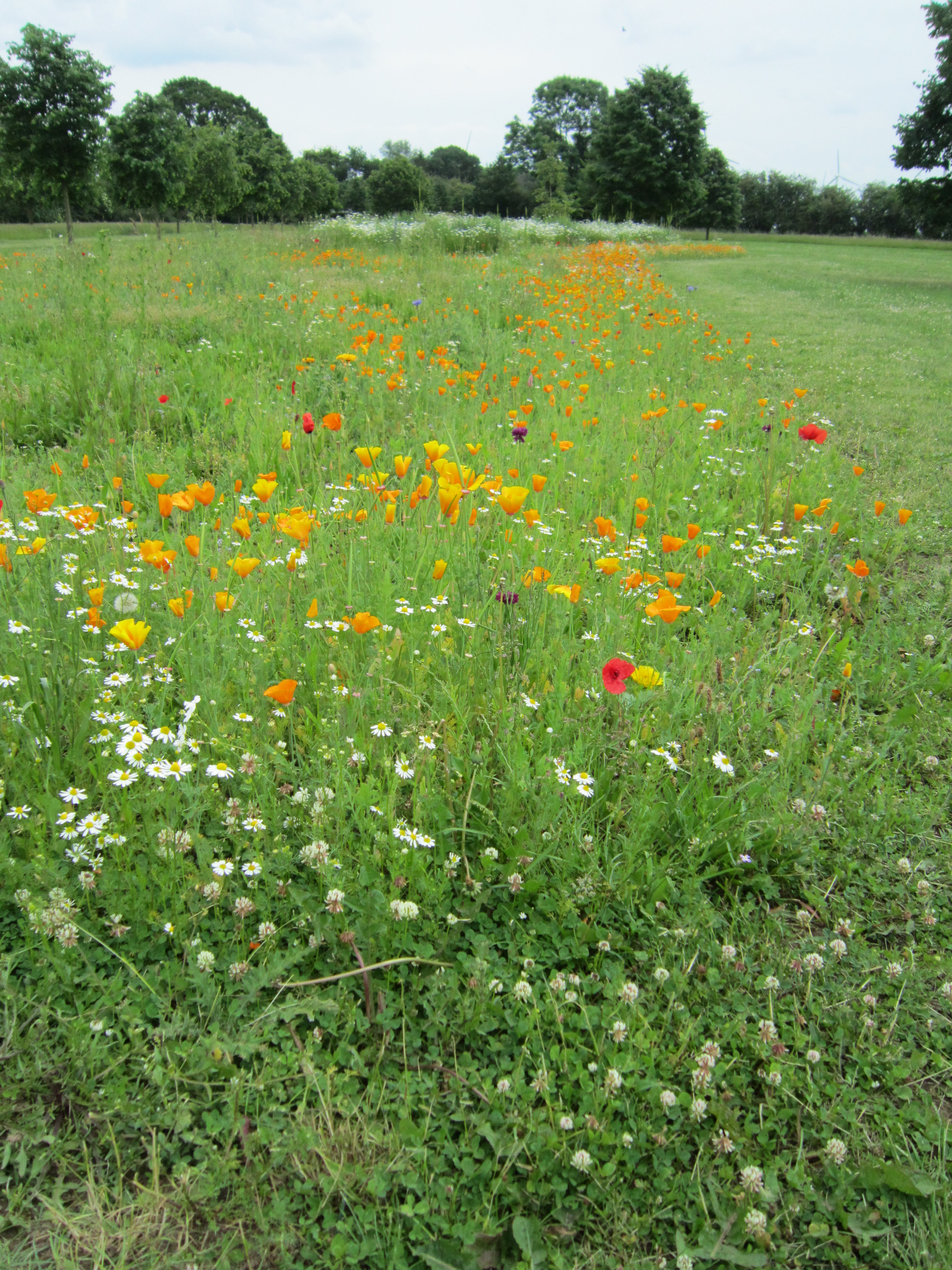
Sommerwiese im Baumpark

Der Baumpark Thedinghausen ist ein Arboretum in der niedersächsischen Gemeinde Thedinghausen im Landkreis Verden. Der Park befindet sich im Eigentum der Samtgemeinde Thedinghausen.
Auf dem 11 Hektar großen Gelände, das südwestlich, direkt anschließend an das Gelände des Erbhofes liegt, befindet sich eine Vielzahl von Laubbaumarten und -sorten aus dem mitteleuropäischen Raum. Insgesamt sind es 53 Baumgattungen, die aus 335 Arten und Sorten bestehen.
Der erste Baum des Arboretums wurde 2005 gepflanzt. Mit Hilfe einer 2013 ins Leben gerufenen Baumparkstiftung soll der Bestand des Parks nachhaltig gesichert werden.
2013 wurde begonnen den Park touristisch besser zu erschließen, unter anderem wurden ein Spielplatz und ein Rundweg gebaut.
Seit 2015 finden im Umfeld des Erbhofs die „Gartentage“ statt, ein Gartenfestival. Der Baumpark ist in dieses Event zum Teil einbezogen.